# Рауль дю Фу

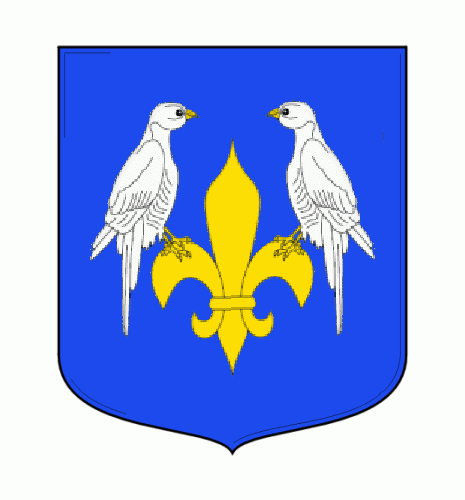
Герб рода дю Фу

Рауль дю Фу (фр. Raoul du Fou) (ум. 2 февраля 1511 года) — французский церковный деятель, епископ Перигё (1468—1470), Ангулема (1470—1479) и Эврё (1479—1511).
Родился около 1440 года. Сын сенешаля Пуату Жака дю Фу, из рода виконтов дю Фу (vicomtes du Faou) в Корнуайе. Братья: Жан дю Фу — губернатор и сенешаль Пуату, камергер короля Людовика XI, Ивон дю Фу (фр.) — губернатор Ангулема, воспитатель Карла Орлеанского.
В 1461—1468 годах — аббат бенедиктинского монастыря Сен-Тьерри дю Мон д’Ор (Saint-Thierry du Mont d’Hor). С 8 июня 1468 года — епископ Перигё и почётный аббат (abbé commendataire) монастыря Сен-Жюньен де Нуайе (Saint-Junien de Nouaillé) в Пуату. С 6 июля 1470 года — епископ Ангулема.
С 13 ноября 1479 года — епископ Эврё под именем Рауль V. Одновременно почётный аббат монастырей Нотр-Дам де Валанс, Сен-Торен д’Эврё и Сен-Мор. В 1481 году перестроил епископский дворец, разрушившийся в результате обветшания.
С 1498 года — помощник Жоржа д’Амбуаза, губернатора Нормандии.
В 1500 году для управления диоцезом взял в качестве викария Мартена д’Оржа (Martin d’Orges) — титулярного епископа Эброна.
Кавалер королевского ордена Святого Михаила.